# Amr El Halwani
Amr El Halwani (in arabo عمرو الحلوان‎?; al-Manufiyya, 15 novembre 1986) è un ex calciatore egiziano, di ruolo difensore.

## Carriera

### Club
Muove i suoi primi passi nelle giovanili dell'Al-Ahly, prima di approdare all'Apollōn Kalamarias nel 2006. Esordisce nel campionato greco il 20 agosto contro il Kerkyra. Il 14 giugno 2010 torna in Egitto, accordandosi a parametro zero con l'ENPPI, dove resta nove anni. Il 27 novembre 2020 firma un biennale con l'Aswan.

### Nazionale
Esordisce in nazionale il 2 marzo 2012 contro la Repubblica Democratica del Congo in amichevole.

## Statistiche

### Cronologia presenze e reti in Nazionale
| Cronologia completa delle presenze e delle reti in nazionale ― Egitto | Cronologia completa delle presenze e delle reti in nazionale ― Egitto | Cronologia completa delle presenze e delle reti in nazionale ― Egitto | Cronologia completa delle presenze e delle reti in nazionale ― Egitto | Cronologia completa delle presenze e delle reti in nazionale ― Egitto | Cronologia completa delle presenze e delle reti in nazionale ― Egitto | Cronologia completa delle presenze e delle reti in nazionale ― Egitto | Cronologia completa delle presenze e delle reti in nazionale ― Egitto |
| Data                                                                  | Città                                                                 | In casa                                                               | Risultato                                                             | Ospiti                                                                | Competizione                                                          | Reti                                                                  | Note                                                                  |
| --------------------------------------------------------------------- | --------------------------------------------------------------------- | --------------------------------------------------------------------- | --------------------------------------------------------------------- | --------------------------------------------------------------------- | --------------------------------------------------------------------- | --------------------------------------------------------------------- | --------------------------------------------------------------------- |
| 2-3-2012                                                              | Doha                                                                  | Egitto                                                                | 0 – 0                                                                 | RD del Congo                                                          | Amichevole                                                            | -                                                                     |                                                                       |
| 5-6-2017                                                              | Il Cairo                                                              | Egitto                                                                | 1 – 0                                                                 | Libia                                                                 | Amichevole                                                            | -                                                                     |                                                                       |
| Totale                                                                |                                                                       | Presenze                                                              | 2                                                                     |                                                                       | Reti                                                                  | 0                                                                     |                                                                       |